# Jonathan Meier
Jonathan Meier (* 11. November 1999 in München) ist ein deutscher Fußballspieler. Der Verteidiger steht seit Juli 2024 beim SSV Ulm 1846 unter Vertrag.

## Sportlicher Werdegang

### Erste fußballerische Schritte beim TSV 1860 München und dem FC Bayern München
Nach seinen fußballerischen Anfängen, unter anderem beim TSV 1860 München, wurde Meier als C-Jugendlicher am FC Bayern Campus aufgenommen und bis zum Ende seiner A-Jugendzeit ausgebildet. Bereits in der U17 der Bayern fand er unter Trainer Tim Walter seine feste Position als linker Verteidiger in einer Viererkette. In seinem letzten B-Jugendjahr verpasste Meier nach einer Sperre aufgrund eines schweren Fouls zwei Ligaspiele und fiel im Anschluss in Folge eines Zehenbruchs ein Vierteljahr aus. Von den 14 Spielen, an denen er als Stammkraft beteiligt war, gewann das Team neun, musste sich jedoch am Saisonende um drei Punkte dem Staffelsieger VfB Stuttgart geschlagen geben. In der A-Jugend setzte Übungsleiter Holger Seitz auf der linken Außenbahn hauptsächlich auf den Österreicher Marco Friedl, in der am Saisonende erreichten Endrunde um die Meisterschaft verlor man gegen Borussia Dortmund. Zehn Ligaspielen stand eine weitere in der UEFA Youth League gegenüber, in der die Münchner U19 die Gruppenphase nicht überstand. Ein Syndesmosebandriss setzte den Abwehrspieler in der Folge wiederholt mehrere Monate außer Gefecht und er konnte erst im November 2017 wieder angreifen. Gegenüber Alexander Nitzl, den Sebastian Hoeneß während Meiers Abwesenheit links hinten aufgeboten hatte, konnte sich dieser nach seiner Rückkehr durchsetzen und schließlich auf seiner Stammposition festspielen. 
Zum Ende seiner Jugendzeit hin stand der Münchner viermal im Bundesliga sowie einmal im Kader für die Champions League. Er wurde zwar nicht eingesetzt, profitierte aber vom Mannschaftstraining mit den Profis, an dem er regelmäßig teilnehmen konnte. Im Sommer 2018 gelang ihm der nächste Schritt, als er innerhalb des Vereins in die von seinem Jugendtrainer Seitz trainierte zweite Herrenmannschaft aufrückte, die in der Regionalliga Bayern antrat. In der Hinrunde war der Defensivspieler Stammkraft, rückte in einem 3-4-3 auch diverse Male in die Innenverteidigung und wurde darüber hinaus testweise im linken Mittelfeld eingesetzt. Eine Oberschenkelverletzung kostete ihn jedoch den Rest der Spielzeit, welche die Mannschaft in seiner Abwesenheit mit dem Meistertitel sowie dem Drittligaaufstieg krönen konnte. 

### Wechsel in die Bundesliga zum 1. FSV Mainz 05 und Leihen in zweite und dritte Liga
Da Derrick Köhn, der ihn während seiner Verletzungspause vertreten hatte, auch weiterhin das Vertrauen innerhalb der Mannschaft besaß, bat Meier um Freigabe für einen weiteren Karriereschritt. Er wechselte dann im Sommer 2019 zum Bundesligisten 1. FSV Mainz 05, wo er einen Dreijahresvertrag erhielt; die Ablösesumme soll 1,2 Millionen Euro betragen haben. Den Schritt zu den 05ern begründete der Verteidiger, dessen Ziel die erste Liga war, auch mit besseren Aufstiegschancen als zuhause in München. Der Mainzer Sportvorstand Rouven Schröder lobte darüber hinaus die „Schnelligkeit und Dynamik“ des Spielers und bescheinigte ihm, einen „modernen Linksverteidiger“ zu verkörpern. In Mainz kam der Bayer nicht an Stammspieler Aarón Martín sowie dessen Vertreter Daniel Brosinski im Defensivverbund vorbei und spielte lediglich elfmal für die zweite Mannschaft in der Regionalliga, durchgängig im linken Mittelfeld. 
Nachdem vier Abwehr- sowie acht Mittelfeldspieler Dynamo Dresden nach dem Abstieg in die 3. Liga verlassen hatten, erhielt Meier einen einjährigen Leihkontrakt bei den Elbstädtern. Der Dresdner Sportgeschäftsführer Ralf Becker begründete die Leihe im Hinblick auf Meiers sportliche Weiterentwicklung sowie die Schaffung einer Konkurrenzsituation in der Verteidigung. Meier kam in der Saison zu 28 Einsätzen und stieg mit Dresden als Meister in die 2. Bundesliga auf. Nach Saisonende kehrte er nach Mainz zurück und wurde erneut verliehen. 21-jährig wechselte er für ein Jahr zum Zweitligisten Hansa Rostock. und debütierte dort unter Trainer Jens Härtel am 4. Spieltag während des Heimspiels im Ostseestadion gegen Dynamo Dresden. Bis zum Ende der Spielserie 2021/22 brachte er es auf 18 Zweitliga-Einsätze, erreichte mit der Kogge das Achtelfinale im DFB-Pokal – schied hier mit dem Team gegen den Bundesligisten RB Leipzig aus – und erreichte bereits am 32. Spieltag das gesteckte Saisonziel Klassenerhalt.

### Bei Dynamo Dresden und SSV Ulm zwischen 2. Bundesliga und 3. Liga
Im Sommer 2022 kehrte Meier dauerhaft zu Dynamo Dresden zurück. Mit dem zwischenzeitlich wieder in die 3. Liga abgestiegenen Klub spielte er um den Wiederaufstieg und gehörte dabei über weite Strecken zu den Stammkräften.
Zur Saison 2024/25 verließ Meier die SGD wieder, diesmal zum frisch in die 2. Bundesliga aufgestiegenen SSV Ulm 1846. Unter Trainer Thomas Wörle war er zu Beginn der Spielzeit 2024/25 nur Ergänzungsspieler und kam als Einwechselspieler zu Einsatzminuten. Am zehnten Spieltag stand er beim 1:1-Unentschieden gegen den SV Darmstadt 98 am 27. Oktober 2024 erstmals in der Startelf, konnte sich dort aber nicht dauerhaft etablieren und schaffte es Mitte Dezember nicht einmal mehr in den Spieltagskader. Nach vereinzelten Kurzeinsätzen im Frühjahr 2025 schwankte er nach einem Trainerwechsel zu Robert Lechleiter Anfang März zwischen Ersatzbank und Tribüne, ohne beim Abstieg am Saisonende nochmals zum Einsatz gekommen zu sein.

## Erfolge
FC Bayern München
- Meister der Regionalliga Bayern und Aufstieg in die 3. Liga: 2019

Dynamo Dresden
- Meister der 3. Liga und Aufstieg in die 2. Bundesliga: 2021